# Aliyá Pre-Sionista
El retorno a Sion (en hebreo: ציון שיבת, Shivat Tzion, o ציון שבי, Shavei Tzion, lit. repatriados de Zion) es un término que hace referencia al evento en el regreso de los Judíos a la Tierra de Israel después del Cautiverio de Babilonia tras la Decreto del emperador persa Ciro el Grande, el conquistador del imperio de Babilonia en el 538 a. C., también conocido como el decreto de Ciro.
Aunque el término fue acuñado por primera vez después de la destrucción del Segundo Templo, se atribuye al caso del retorno de los Judíos exiliados en Babilonia a la Tierra de Israel, después de la destrucción del Primer Templo, tras el decreto de Ciro el Grande.
El significado bíblico de "El Retorno a Sion", Aliya, posteriormente fue tomado de este antiguo evento y fue aprobado como la definición de todas las inmigraciones de los Judíos a la Tierra de Israel y al Estado de Israel en los tiempos modernos. El primer Aliyá Pre-Sionista comenzó en medio del siglo XIX, en Jaffa, de los seguidores del rabino Judá Bibas y el rabino Yehuda Hay Alkalai, conocido como el Heraldo de Sion (מבשרי ציון) pioneros del sionismo moderno, y hasta el resto de la Aliyot (plural de Aliyá) después de que la creación del Estado de Israel.
El período comprendido entre el retorno al Sion bíblico y el moderno consistió en varios intentos de grupos pequeños para emigrar a la Tierra de Israel, y este período puede dividirse en dos categorías: una para la Aliyá durante la Edad Media y durante el período del Renacimiento, y el otro para la Aliyá durante la era moderna (siglo XVIII y principios del siglo XIX).

## Exilio en Babilonia
El imperio babilónico, bajo el gobierno de Nabucodonosor II ocupó el reino de Juda entre el 597-586 a. C. El ejército de Babilonia, bajo el mandato de Nabuzaradán , también denominado "Capitán de la guardia" por la Biblia, había destruido el Primer Templo en Jerusalén. El rey de Judá, Sedequías, se vio obligado a ver a sus dos hijos degollados, y, posteriormente, sus propios ojos les fueron sacados y fue exiliado a Babilonia. La población de clase media y alta fue deportada junto con el rey Sedequías, mientras que el Reino de Judá se quedó sólo con los pobres.
Los deportados fueron conducidos por Sesbasar, también llamado el príncipe de Judá, y Zorobabel hijo de Salatiel un descendiente del rey David. Sesbasar, que probablemente era el hijo de Jeconías, rey de Judá , fue detenido por Ciro para llevar a los deportados, pero Zorobabel fue nombrado poco después como un representante del Imperio Persa en la Tierra de Israel ( aunque algunos afirman Zorobabel y Sesbasar como la misma persona). Los Judíos en Babilonia nunca perdieron la esperanza de volver a Jerusalén, así como su fe en la salvación.

## Desde el exilio de Babilonia hasta la primera Aliyá
Desde que los Judíos fueron desterrados de la Tierra de Israel, durante todas las generaciones, muchos Judíos aspiraban a regresar a su patria ancestral. Emigraron como individualmente, en pequeños grupos, con o sin permiso de la inmigración, y su gran anhelo era vivir y ser enterrado en la tierra de Israel.
El primero en la categoría que esto era "el retorno a Sion", en la que los Judíos regresaron a la tierra de Israel del exilio babilónico raíz de un decreto por el rey persa Ciro, conquistador del imperio de Babilonia en 538 antes de Cristo.
El término "el retorno a Sion" fue posteriormente tomado de este evento, y adoptado como la definición de todas las inmigraciones modernas de Judíos a la tierra de Israel.
El período comprendido entre el bíblico retorno a Sion y el retorno a Sion moderna, estuvo integrado por muchos intentos de pequeños grupos a emigrar a la tierra de Israel.
Este período, se podría dividir en dos:
La inmigración durante la Edad Media y durante el período del Renacimiento - un número de inmigraciones que sucedió durante varias ocasiones en diferentes períodos y también difieren en los motivos que finalmente los llevó a emigrar.
La inmigración en la era moderna (siglo XVIII ya comienzos del siglo XIX), tres olas de inmigración causada por motivos religiosos y sionistas , que ocurrió durante un período de más de treinta años. En estas olas de inmigración más de 750 inmigrantes llegaron a Israel, que consistió en cerca de 10 por ciento de los asentamientos judíos en la Tierra de Israel con una población total de alrededor de 6000 personas. Estas fueron olas muy pequeñas inmigración en comparación con las primeras que representaban más de 10 000 inmigrantes cada uno.
El número de Judíos de regresar a la Tierra de Israel desde la diáspora judía aumentó significativamente entre los siglos XIII y XIX, debido principalmente a una disminución general de la situación de los Judíos en toda Europa y un aumento de la persecución religiosa. La expulsión de los Judíos de Inglaterra (1290), Francia (1391), Austria (1421) y España (el Decreto de la Alhambra de 1492) fueron considerados por muchos como un signo de la redención se acerca y ha contribuido en gran medida al espíritu mesiánico de la época.
Aliyá fue impulsada también durante este período por el resurgimiento de fervor mesiánico entre los Judíos de Francia, Italia, los estados alemanes, Rusia y África del Norte. La creencia en la inminente venida del Mesías, el crisol de las diásporas y el restablecimiento-del Reino de Israel animó a muchos con pocas otras opciones para hacer el peligroso viaje a la Tierra Santa.
El reasentamiento Pre-sionista en Palestina tuvo diversos grados de éxito. Por ejemplo, poco se sabe del destino del "aliyá de los trescientos rabinos" y sus descendientes. Se cree que pocos sobrevivieron a la sangrientos trastornos causados por las Cruzadas en 1229 y su posterior expulsión por los musulmanes en 1291. Después de la caída del Imperio Bizantino en 1453 y la expulsión de Judíos de España (1492) y Portugal (1498), muchos Judíos se dirigieron a la Tierra Santa. Entonces la inmigración en el siglo XVIII y principios del XIX de miles de seguidores de la cábala y rabinos jasídicos, así como los discípulos del Gaón de Vilna (véase Perushim) y los discípulos del Sofer Chasam, contribuyó considerablemente a la población judía en Jerusalén, Tiberíades, Hebrón y Safed.